# ألفرد بوش
ألفرد بوش هو كاتب وبروفيسور وسياسي إسباني، ولد في 17 أبريل 1961 في برشلونة في إسبانيا. نشط حزبياً في اليسار الجمهوري لكتالونيا.

## مناصب
- انتخب Director of Contemporary issues research center ‏ (2007 – 2010).
- انتخب Regional Minister for Foreign Action, Institutional Relations and Transparency of the Government of Catalonia ‏ (22 نوفمبر 2018 – 9 مارس 2020).
- في الانتخابات العمومية الإسبانية 2011 [الإنجليزية]‏، انتخب عضو مجلس النواب الإسباني  [لغات أخرى]‏ عن دائرة Barcelona (Congress of Deputies constituency) [الإنجليزية]‏ خلال فترته النيابية  [لغات أخرى]‏ (5 ديسمبر 2011 – 27 أكتوبر 2015).
- في 2015 Spanish local elections [الإنجليزية]‏، انتخب city councilor of Barcelona  [لغات أخرى]‏ (13 يونيو 2015 – 23 نوفمبر 2018).

## وصلات خارجية
- ألفرد بوش على موقع IMDb (الإنجليزية)